# Comuna Lukașivka, Zolotonoșa
Lukașivka (în ucraineană Лукашівка) este o comună în raionul Zolotonoșa, regiunea Cerkasî, Ucraina, formată din satele Hrușcivka și Lukașivka (reședința).

## Demografie
Componența lingvistică a comunei Lukașivka
     Ucraineană (97,44%)
     Rusă (2,38%)
     Alte limbi (0,18%)
Conform recensământului din 2001, majoritatea populației comunei Lukașivka era vorbitoare de ucraineană (97,44%), existând în minoritate și vorbitori de rusă (2,38%).